# Trinchesia perca
Trinchesia perca är en snäckart som först beskrevs av Ernst Marcus 1958.  Trinchesia perca ingår i släktet Trinchesia och familjen Tergipedidae. Inga underarter finns listade i Catalogue of Life.